# Incêndios florestais em Portugal de outubro de 2017
Os incêndios florestais em Portugal de outubro de 2017 deflagraram no dia 15 de outubro de 2017 no centro e norte do país, bem como na região da Galiza em Espanha. 440 incêndios estavam ativos em Portugal (523 ocorrências, segundo o primeiro-ministro), dos quais 33 de tamanho importante. A porta-voz da proteção civil descreveu este dia como "o pior dia do ano em matéria de incêndios florestais".
O fogo propagou-se rapidamente devido aos ventos fortes provocados pelo furacão Ophelia que assolaram o litoral da península Ibérica, às temperaturas invulgares acima dos 30º e à seca na Península Ibérica de 2017. O mês de setembro de 2017 foi o mais seco em 87 anos. 81% do território encontrava-se em seca severa e 7,4% em seca extrema. O fim-de-semana de 15 e 16 de outubro ficou marcado pela passagem da tempestade tropical Ophelia ao longo da costa portuguesa que trouxe massas de ar quente e ventos fortes que potenciaram a dimensão dos fogos. No mesmo ano, o número de incêndios na Europa duplicou, fenómeno que os especialistas atribuem ao aquecimento global.
Os incêndios destruíram várias casas e edifícios industriais, e chegaram a cortar múltiplas estradas, incluindo autoestradas. Os incêndios resultaram em 50 vítimas mortais confirmadas.
Foi decretado um luto nacional de três dias.

## Principais incêndios
Os dados aqui descritos são do dia 16 de outubro de 2017, às 19 horas e 30 minutos do fuso horário UTC+0.
- Lousã, onde perto de 700 bombeiros combateram as chamas[12]
- Pampilhosa da Serra , o fogo começou no concelho da Sertã acabando por passar para o concelho da Pampilhosa onde se perderam cerca de 500 infraestrutura e arderam 30000 hectares deixando apenas 20% do município por arder.
- Marinha Grande e Vieira de Leiria , mais precisamente no Pinhal de Leiria onde cerca de 500 bombeiros estiveram no terreno e onde o bombeiro Hélio Madeiras tirou a famosa fotografia do pinhal em chamas.[13]
- Seia, com mais de 400 bombeiros a tentar travar o incêndio. Neste concelho houve dois incêndios em pontos distantes das populações mais próximas a horas distintas. Na área do Sabugueiro e depois em Sandomil. Apenas uma das duas ignições fez chegar o fogo aos concelhos de Mangualde, Gouveia; ambas fizeram depois uma única frente de fogo que atingiu o concelho de Nelas[14][15][16]
- Nelas, onde o fogo consumiu grande parte da zona sul do concelho, provocando uma vítima mortal, na aldeia de Caldas da Felgueira[17][18].
- Mangualde
- Gouveia
- Oliveira do Hospital, este concelho foi fustigado por dois incêndios, um vindo de Seia e outro resultado de um reacendimento na Serra do Açor [19]. Para também compreender as consequências das frentes de fogo neste concelho seguir as declarações do comandante dos BVOH ao jornal das 8 da TVI de 22 de Outubro de 2017.[15]  Foto às 18:50 do dia 15 de Outubro a partir da freguesia de Ervedal da Beira: observação dos fogos de Seia a formarem a frente já no concelho de Nelas.  Para melhor situar a foto verificar a localização geográfica pelo Google Maps, das instalações da serração que irão ser já consumidas pelo incêndio na madrugada de 16 de Outubro.
- Tábua
- Penacova, São Pedro de Alva, onde o fogo provocou 5 vítimas mortais e consumiu 28 habitações permanentes, cerca de uma dezena de empresas e seis mil hectares de floresta.
- Mortágua
- Santa Comba Dão
- Tondela
- Arganil, Coja, onde cerca de 200 homens combateram o incêndio[20]
- Vale de Cambra, onde também perto de 200 homens estiveram no terreno[21]
- Sertã, com mais de 200 bombeiros no combate às chamas[22]
- Monção, que destruiu casas nas localidades de Bela e Longos Vales[23]
- Quiaios, Tocha, Mira, Vagos e Ílhavo, com 115 operacionais, onde arderam cerca de 25.000 hectares de floresta.
- Carregal do Sal, o incêndio consumiu cerca de 70 a 80% da mancha florestal de Carregal do Sal, uma dezena de casas e vitimou uma pessoa[24].

## Vítimas e danos
Houve 50 vítimas mortais e mais de 70 feridos, ligeiros e graves, um pouco em todo o lado. O distrito onde mais vitimas houve foi o Distrito de Coimbra, com 25 vitimas mortais, seguido do Distrito de Viseu, com 15 mortes, por causa dos difíceis acessos para os bombeiros.
No concelho de Oliveira do Hospital, 10 pessoas morreram, e mais de uma centena de famílias foram desalojadas.
| Concelho             | Locais | Vítimas mortais |
| -------------------- | ------ | --------------- |
| Sertã                | 1      | 1               |
| Arganil              | 4      | 4               |
| Oliveira do Hospital | 10     | 12              |
| Pampilhosa da Serra  | 1      | 1               |
| Penacova             | 4      | 5               |
| Tábua                | 2      | 3               |
| Gouveia              | 1      | 1               |
| Seia                 | 2      | 3               |
| Carregal do Sal      | 1      | 1               |
| Nelas                | 1      | 1               |
| Oliveira de Frades   | 1      | 1               |
| Santa Comba Dão      | 2      | 3               |
| Tondela              | 3      | 4               |
| Vouzela              | 5      | 8               |

Mais de 50 000 hectares terão sido consumidos pelas chamas, incluindo perto de 80% da superfície do Pinhal de El-Rei, no distrito de Leiria, plantado no século XIII. Por causa do mesmo incêndio, um parque de campismo foi atingido na Praia da Vieira.
No mesmo distrito, vários establecimentos foram fechados devido às dificuldades de respiração causadas pelas nuvens de fumo nas cidades de Leiria, Marinha Grande, Vieira de Leiria, entre outras localidades.
Outro incêndio ocorrido no mesmo dia, iniciado em Quiaios destruiu a Mata Nacional da região, e progrediu para norte, destruindo quase por completo as zonas florestais da Tocha e de Mira.  O Parque de Campismo da Praia da Tocha foi evacuado ao final da tarde de dia 15 de Outubro e a estrada de acesso à praia foi cortada, isolando os habitantes da localidade. A mesma foi reaberta por volta da 01:20 de segunda-feira, 16 de Outubro. A Zona Industrial de Mira foi afectada por este incêndio, tal como a Zona Industrial da Tocha, onde ardeu a fábrica da Sanindusa, provocando um prejuízo de mais de 25 milhões de euros. Esta área florestal já tinha ardido em Julho de 1993, com a diferença de que esse incêndio tinha começado a norte, perto de Mira, evoluindo para o sul.
Mais tarde, em abril de 2018, graças a uma reportagem da TVI, foi descoberto que madeireiros se tinham encontrado dias antes, na cave de um restaurante, fazendo reuniões secretas para planear o incêndio do Pinhal de Leiria.  Quando o incêndio já havia sido controlado, madeireiros já estavam no local para obter a madeira dos pinheiros, mesmo com árvores ainda a fumegar. A reportagem da TVI, contudo, foi muito contestada tanto por técnicos forenses e florestais, não dando lugar a nenhuma acusação formal.